# José Quiroz
José Daniel Quiroz Portillo (San Pedro Sula, Cortés, Honduras; 26 de mayo de 1997) es un futbolista hondureño. Juega como mediocampista y su actual club es el Real Sociedad de la Liga Nacional de Honduras.

## Clubes
| Club                   | País     | Año       |
| ---------------------- | -------- | --------- |
| Real España            | Honduras | 2015-2021 |
| Honduras Progreso      | Honduras | 2021-2023 |
| Platense (cesión)      | Honduras | 2023-2024 |
| Real Sociedad (cesión) | Honduras | 2024-Act. |

## Palmarés

### Campeonatos nacionales
| Título          | Club        | País     | Año  |
| --------------- | ----------- | -------- | ---- |
| Torneo Apertura | Real España | Honduras | 2017 |